# Seznam pomníků obětem první světové války v okrese Benešov
Seznam pomníků obětem I. světové války v okrese Benešov shromažďuje fotografie a informace o pomnících obětem první světové války nacházejících se v okrese Benešov. V prvním sloupci je název obce, ve které se pomník nachází. Následuje ilustrační fotografie, poté geografické souřadnice pomníku, autor (pokud je znám) a typ pomníku. Typy mohou být následující: pomník, socha, deska, kaple.
| Umístění        | Fotografie | Fotogalerie                                                        | Souřadnice | Autor | Odhalení | Popis | Typ                          | Poznámky                       |
| --------------- | ---------- | ------------------------------------------------------------------ | ---------- | ----- | -------- | ----- | ---------------------------- | ------------------------------ |
| Domašín         |            |                                                                    |            |       |          |       | pomník                       |                                |
| Hořetice        |            | Kategorie „World War I memorial in Hořetice“ na Wikimedia Commons  |            |       |          |       | pomník                       |                                |
| Šebáňovice      |            | Kategorie „World War I memorial (Šebáňovice)“ na Wikimedia Commons |            |       |          |       | pomník                       |                                |
| Tožice          |            |                                                                    |            |       |          |       | pomník s deskou              |                                |
| Mrač            |            | Kategorie „World War I memorial (Mrač)“ na Wikimedia Commons       |            |       |          |       | pomník s deskou a socha      |                                |
| Nazdice         |            |                                                                    |            |       |          |       | deska                        | Deska je umístěná na kapličce. |
| Ctiboř          |            | Kategorie „World War I memorial (Ctiboř)“ na Wikimedia Commons     |            |       |          |       | pomník s deskou a plastikami |                                |
| Dalkovice       |            | Kategorie „World War I memorial (Dalkovice)“ na Wikimedia Commons  |            |       |          |       | pomník                       |                                |
| Rataje          |            | Kategorie „World War I memorial (Rataje)“ na Wikimedia Commons     |            |       |          |       | pomník s deskou              |                                |
| Struhařov       |            |                                                                    |            |       |          |       | pomník s deskou a sochou     |                                |
| Trhový Štěpánov |            |                                                                    |            |       |          |       | pomník s deskou a sochou     |                                |